# Provvisorio quasi d'amore
Provvisorio quasi d'amore è un film drammatico in sette episodi del 1988. Gli episodi sono diretti da Bruno Bigoni (Occasioni di shopping), Enrico Ghezzi (Gelosi e tranquilli), Francesca Marciano (Sirena), Roberta Mazzoni (Blue Valentine), Daniele Segre (Sarabanda finale), Silvio Soldini (Antonio e Cleo) e Kiko Stella (Imperfetto orario).
Il film è stato presentato al Salso Film & TV Festival.

## Trama
- Sirena: Sentendosi completamente isolata dal mondo, una ragazza medita il suicidio.
- Antonio e Cleo: Dopo un incontro casuale, due ragazzi intraprendono una relazione tormentata, tra passione e repulsione.
- Imperfetto orario: Angosciato dal ritardo della sua compagna, un uomo scopre di aver ignorato l'arrivo dell'ora legale.
- Occasioni di shopping: Una donna viene pedinata da un minaccioso sconosciuto, che però intende solo regalarle delle rose. Ma, una volta guadagnata la fiducia della donna, l'uomo la uccide.
- Gelosi e tranquilli: Una coppia assediata dalla noia discute allo stremo di amore e del suo significato.
- Blue Valentine: Dopo aver lasciato il partner, una donna conosce un uomo abbandonato dalla moglie. I due sono attratti l'uno dall'altra, ma l'uomo è ossessionato dal ricordo dell'ex moglie.
- Sarabanda finale: Un ragazzo pedina una donna matura, evidentemente attratto da lei. Ma si tratta solo di un gigolò.